# ماکا اسکا شرقی (مینیاپولیس)
ماکا اسکا شرقی (به انگلیسی: West Maka Ska) یک منطقهٔ مسکونی در ایالات متحده آمریکا است که در مینیاپولیس واقع شده‌است. ماکا اسکا شرقی ۱٬۷۴۰ نفر جمعیت دارد.